# Üchtritz Emil (ezredes)
Báró neubronni és leinrodeni Üchtritz Emil Ferenc Károly /németül: Emil Franz Karl von Üchtritz, Freiherr von Neubronn und Leinroden/ (Stuttgart, 1808. szeptember 22. – Gebhardtsdorf, Porosz Királyság, ma Giebułtów, Alsó-sziléziai vajdaság, Lengyelország, 1886. április 6.), az 1848-49-es szabadságharc honvéd ezredese.

## Élete
Csehországból származó, poroszországi és szászországi nemesi családban született, báró Üchtritz Emil, a Hesseni Nagyhercegség bécsi nagykövetének és báró Werneck Henrietta gyermekeként. Édesapja 1818-ban a Württembergi Királyságban felvétetett a bárók közé. Később bárói címét az Osztrák Császárságban is elismerték.
1831-től a császári és királyi hadseregben szolgált, 1832-ben már zászlós a 10. számú gyalogezredben, ugyanebben az évben már hadnaggyá léptették elő. 1843-ban a 24. számú gyalogezred főszázadosa lett, de 1848 tavaszán tartós szabadságra küldték, ezután felesége marcaltői birtokára vonult vissza. A szabadságharc kitörésekor beállt a honvédhadseregbe, a Jellasicsot üldöző magyar sereghez csatlakozott októberben. Még az év végén a 12. számú huszárezred Csehországból hazaszökött osztályánál századkapitány. Részt vett a schwechati csatában, a hadtest téli visszavonulásában, majd a téli és a tavaszi hadjáratban is. 1849 elején már alezredesi rangban volt a VII. hadtestben, májusban pedig kitüntették a katonai érdemjel 3. osztályával. Később Görgey seregében harcolt, itt lépett elő ezredessé. A világosi fegyverletétel után, mint porosz állampolgárt szabadon engedték, de 1849 szeptemberében Dobsinán elfogták és Aradon hadbíróság elé állították. Csak 1850-ben Poroszország követelésére engedték szabadon és ezzel egyidejűleg kitiltották a birodalomból. Még ebben az évben kiadta Lipcsében névtelen röpiratát a Görgey-sereggel és a világosi kapitulációval kapcsolatos emlékeiről. Nem sokkal később elvált magyar feleségétől, újranősült. 1866-tól a poroszországi magyar légió tisztje, 1867-től pedig a Pest városi Honvédegylet tagja. Visszavonultan gazdálkodott sziléziai birtokain 1886-ban bekövetkezett haláláig.

## Családja
1841. január 2-án feleségül vette gróf várkonyi és bősi Amadé Dominikát (1810–1875), két fiuk született:
- Emil József Albert (1841–1928), 1903-ban grófi címet kapott, s ezzel együtt engedélyt kapott az Üchtritz-Amadé név használatára. Felesége Viktoria von Üchtritz (1857–1916).
- Zsigmond Henrik Adalbert (1846-1925), országgyűlési képviselő, főrendiházi tag, neves lótenyésztő

Emil báró 1852-ben elvált Amadé Dominikától, 1853-ban újraházasodott, ekkor Meyer Paulát vette el, majd el is költözött Magyarországról.